# Camelot (vár)
Camelot (szokásos magyar kiejtése: [kamelot]) Artúr király legendás vára, fővárosa az Artúr-mondakör későbbi változatai szerint. A kor egyik szimbóluma. A mondakör korai változataiban nem szerepel. Azonosítása mai helyszínnel vitatott. A legtöbb szakértő teljes egészében fiktív helyszínnek tartja.
A későbbi Arthúr legendákban megjelenő gótikus fellegvár, lovagvár bizonyosan az.
Azonban annak a történelmi személynek, akihez az Artúr-mondakör eredetileg fűződött, lehetséges, hogy volt megerősített hatalmi, katonai központja. Ez azonban legalább annyira bizonytalan, mivel magával a történelmi alaknak az azonosításával kapcsolatosan is több személy jöhet szóba az erősen forráshiányos kora középkorból.
Ezen kívül a kérdés feltehető a másik irányból is: az első ismert szerző, akinél először megjelenik, Chrétien de Troyes teljes egészében kitalálta Camelotot, vagy volt valami, esetleg az Artúr mondakörhöz nem is kapcsolódó forrása a hely létezésével kapcsolatosan?

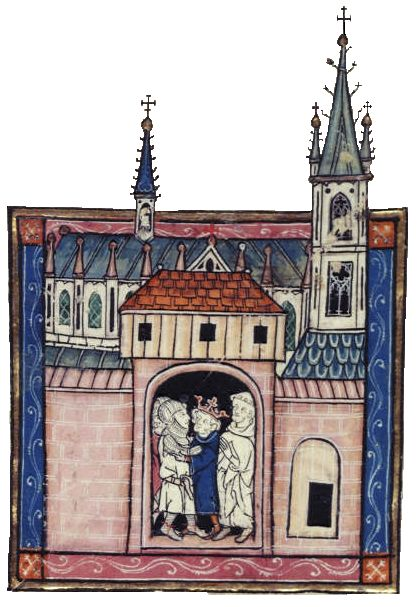
Artúr király Camelotban. Középkori miniatúra Robert de Borron Grál-legendájából

 Ám maga a mondakör is adós marad a válasszal, hogy mi kapcsolja Artúr királyhoz a várat. Apjáé, Cornwall hercegéé volt eredetileg, valódi, vér szerinti apjáé, Uther Pendragoné, elfoglalta mástól, vagy maga építtette?
Bonyolítja a kérdést, hogy Anglia területén több, Camelothoz hasonló nevű település, hely is található. Például Camulodunum, a mai Colchester. És a legendaképződés és fejlődés természetéhez tartozik, hogy néhány hely vagy esemény az írásbeliség hiánya, hiányossága és az elhomályosult emlékezet következtében beépülhet más személyek köré font történetekbe. Továbbá hogy francia nyelvterületen a legendában szereplő nevek némileg, különböző okokból módosultak (pl. Artus, Arthus -> Arthur, Merddin -> Merlin) így lehetséges, hogy ha létezett, a Camelot név sem ebben a formában szerepelt Angliában.
Továbbá hogy a legújabb régészeti feltárások szerint az angolszász hódítás inkább tűnik békés betelepülésnek, és inkább a későbbi konfliktusok lettek visszavetítve a nép emlékezetében a betelepülés korára. Így az a törekvés, ami Camelotot a brit uralom alatt maradt területen kereste és az angolszász királyságok területét csaknem kizárta, tévesnek bizonyult.
Attól függően, hogy Artúrt a keresztény brit hadurak egyikével, walesi nemzetségfővel, vagy hátramaradt római katonai vezetővel, esetleg szarmata származású római nehézlovassági parancsnokkal próbáljuk azonosítani, több helyszín is lehetséges.
Érthetetlen módon merült fel a cornwalli Tintageli vár. Ugyanis ez inkább Morgana, illetve Mordred vára lehetett volna. A legendákban ugyanis semmi nyoma, hogy Artúr örökölte volna, vagy elűzte volna onnan Morganát.
John Leland, VIII. Henrik könyvtárosa szerint Camelot Dél-Cadbury vaskori földvára volt. A Glastonburyhez közeleső dombon Leslie Alcock neves brit régész vezetésével 1965-től 1970-ig lényegében eredménytelen ásatások folytak.
Tekintettel arra, hogy Artúr kora közvetlenül a római megszállást követő kor, szóba jöhet viszont a Hadrianus-falat övező, elhagyott római erődrendszer erődjeinek egyike, például Vindolanda vagy Birdoswald. Esetleg Camboglanna.
Más római erőd, például Chester, a korábbi Cair Legion, azaz „a Légió Városa”, amelynek neve később walesi hatásra Caerlleon-ra módosult. A chesteri ásatásokkal érdekes megoldást adhat, hogy a római amfiteátrum erőddé alakításának a nyomaira bukkantak, amely így egyfajta belső vár volt az erődön, városon belül. Továbbá találtak benne egy olyan, valamikor rögzítésre, kikötésre használt, vasgyűrűs követ, ami fölé keresztény kápolnát emeltek. Lehetséges, hogy ez Szent Áron és Szent Gyula mártíromságának (304 körül) helyszínét jelöli, ami összekapcsolja a helyszínt a keresztény hagyományokkal. Az amfiteátrum alakja pedig alapja lehetett a kerekasztallal kapcsolatos legendának.

## Összefoglalva Camelot lehetséges azonosításait
- Cadbury vár. Dél-Cadbury vaskori földvárát John Leland, VIII. Henrik könyvtárosa említi 1542-ben mint Camelotot (a szövegben Camallate illetve Camalat): „Dél-Cadbury[4] templomának legdélibb végén áll Camallate, amit némelyek híres városként vagy várként emlegetnek (...) Az emberek nem tudnak semmi közelebbit mondani róla, de azt hallották, hogy Artúr sokat tartózkodott itt annak idején ...” A helyiek a dombtetőt Artúr palotájaként emlegetik, a domboldalban található kutat Artúr Kútjának nevezik, s ezeket az elnevezéseket már a XVI. század végén rögzítették.
- Caerwent
  - Llanmelin hegyi erőd Caerwent közelében.
- Camelford Cornwallban Geoffrey of Monmouth szerint.
- Camaret, Bretagne
- Camelon, erőd Falkirk közelében, amit a XIX. század előtt még Camelo-nak írtak.
- Chester – Vár a Cheshire megyéhez tartozó Chesterben.
- Chard, Somerset
- Camlet Moat a Trent Park közelében, az Enfield Chase, London
- Colchester, város az angliai Essexben (a római Camulodunum) az egyik lehetséges helyszíne Camelotnak. Bár a neve, „Camelot” származhat Camulodunumból (a modern Colchester), a Trinovantesek, a rómaiak előtti kelta törzs fővárosa a vaskorban, és később tartományi főváros a római Britanniában. Essex közel esik Anglia keleti partjához, így a legkorábbi angolszász településhez, az angolszász királysághoz.
- Camboglanna Régi római erőd a Hadrianus falnál.
- Campus Elleti Glamorgannál
- Graig-Llwyn Lisvane közelében
- Roxburgh vár a skót határon. Alistair Moffat javasolta Arthur and the Lost Kingdoms művében (Artúr és az elveszett királyság).
- Saltwell Park – Gatesheadben (Észak-Anglia)
- Slack, Huddersfield közelében. Egy római erőd mint Colchester (Camulodunum).
- Stirling vára – Romjai, alapfalai a ma álló vár alatt fekszenek. A közelben található a Kings Knot, amelyet Artúr kerekasztalaként emlegetnek.
- Tintagel vára, Tintagel, Cornwall. A legenda szerint itt volt Merlin barlangja is.
- Viroconium (Uriconium) – Római erőd. Ma Wroxeter, Shropshire, Anglia[5]
- Winchester – Thomas Malory említi mint Camelotot La Mort D'Arthur (Artúr halála) című regényében (1485).

## Artúr király udvara
A következő valós helyeket, amelyek egyértelműen azonosíthatók a szövegekben és amelyeket mint Artúr egyik udvarának helyét említenek a legendákban. A történetek szerint Artúr, mint minden középkori uralkodó, udvartartásával várról várra vándorolt a birodalmában. Nem kizárt, hogy ezek egyike lehet a legendás Camelot.
- Caerleon on-Usk a dél-walesi Newportnál Geoffrey of Monmouth szerint.
- Cardigan Chrétien de Troyes szerint.
- Carhaix a Les premiers faits du roi Arthur (~Artúr király ifjúkora) szerint.
- Carlisle, az északnyugat-angliai Cumberland megyében a Hadrianus-fal nyugati szélén (ha Carlisle valóban a regénybeli Carduel).
- London szintén Geoffrey of Monmouthnál
- Quimper a Lancelot regényben.
- St David's egyik helyszíne Artúr udvarának a Walesi triádok[6] szerint.
- Stirling – Beroul XII. századi normann költő Tristan című művében.

## Azonosítatlan helyszínek
- Celliwig, Cornwall. Talán a legkorábbi ismert leírása, helye Artúr udvarának, szintén a Walesi triádok szerint. Kelly Rounds a cornwalli St. Mabyn közelében az egyik lehetséges helyszíne.
- Pen Rhionydd – Szintén a Walesi triádokban Stranraer, Rheged (észak-angliai királyság) közelében.

## A Camelot név előfordulása a kultúra egyéb területein
Az Artúr mondakör népszerűségének köszönhetően Camelot is számtalan irodalmi műben, filmművészeti alkotásban felbukkan. És ezeknek hatására régóta az élet szinte minden területén megjelenik.
- Camelot, brodway musical, 1960, rendezte: Moss Hart, Richard Burton és Julie Andrews főszereplésével
- Ennek nyomán az amerikai sajtó Kennedy elnök belső körét kezdte Camelotnak nevezni
- Camelot (amerikai zenés film, 1967, rendezte: Joshua Logan)

## Ismeretterjesztő filmek
- Artúr király Kerekasztala (King Arthur's Round Table Revealed), 2010
- Mítoszvadászok (Myth Hunters) 10. rész, 2012, Camelot (The Quest for Camelot) Leslie Alcock szerint Sommerset, Cadbury déli részén.
- Monumentális történelem (Blowing Up History, Hivatalos eredeti cím: Unearthed) 6. Artúr király vára (Hunt For King Arthur's Castle) című epizód (2. évad), 2016